# Naguanagua (município)
Naguanagua é um município da Venezuela localizado no estado de Carabobo.
A capital do município é a cidade de Naguanagua.